# Зелёные Ключи
Зеленые Ключи (каз. Зеленые Ключи) — упразднённое село в Абайском районе Карагандинской области Казахстана. Входило в состав Коксунского сельского округа. Код КАТО — 353253300. Исключено из учётных данных в 2023 году.

## Население
В 1999 году население села составляло 184 человека (93 мужчины и 91 женщина). По данным переписи 2009 года, в селе проживало 49 человек (25 мужчин и 24 женщины).